# فلیکس لبرا
فلیکس لبرا (انگلیسی: Félix Lebrun؛ زادهٔ ۱۲ سپتامبر ۲۰۰۶) بازیکن تنیس روی میز اهل فرانسه است.
وی در مسابقات کشوری و بین‌المللی در مجموع برندهٔ ۱ مدال طلا، ۱ مدال نقره، ۵ مدال برنز شده است.